# Bomberman II
Bomberman II es un videojuego desarrollado y distribuido por Hudson Soft, y lanzado para el NES. El juego fue titulado Dynablaster en Europa.

## Historia
Un Bomberman llamado White Bomberman es engañado por un terrible crimen cometido por Black Bomberman. Tras ser acusado por robar un banco, White Bomberman es encarcelado. La misión del protagonista es escapar de su celda y llevar a Black Bomberman hacia la justicia.

## Gameplay
El juego sigue la fórmula clásica Bomberman; usted está en una sala llena de bloques y enemigos, Bomberman debe colocar bombas para destruir los bloques y enemigos. Varios bloques contienen power-ups (como radio incrementador de ráfaga o acortador de fusible), y uno en cada nivel contiene una puerta, la cual Bomberman tiene que tomar para pasar al siguiente nivel.
Las contraseñas son dadas después del juego, grabando el nivel, el número de bombas, y la fuerza de bombas. Estas contraseñas pueden ser entradas cuando el juego comienza a permitir que el jugador siguiera donde el acabó.
Lo nuevo de la serie son los modos multijugador. El Modo VS. es un modo para dos jugadores, mientras que el Modo Batalla es un modo para tres jugadores. El objetivo es matar a los otros Bombermans colocando bombas. Se requiere de un NES Four Score para jugar el modo de tres jugadores.

## Etapas
| Área        | 1       | 2      | 3       | 4       | 5     | 6       |
| ----------- | ------- | ------ | ------- | ------- | ----- | ------- |
| Descripción | prisión | bosque | montaña | pantano | cueva | prisión |

Cada área tiene 8 etapas para un total de 48 etapas, con una etapa de bonus entre la sexta y séptima etapa de un área. En la etapa de bonus, el objetivo del jugador es destruir a tantos enemigos como sea posible. Si el jugador toca al enemigo que parece idéntico al jugador, una vida extra es concedida.
Después de que el nivel 6-8 (el nivel final) es limpiado, una contraseña para desbloquear el Sound Test se da.